# Titania's parelmoervlinder
Titania’s parelmoervlinder (Boloria titania, vroeger geplaatst in het geslacht Clossiana, dat echter tegenwoordig als ondergeslacht wordt gezien) is een vlinder uit de familie van de Nymphalidae, de vossen, parelmoervlinders en weerschijnvlinders. De voorvleugellengte bedraagt 21 tot 23 millimeter. De soort komt verspreid over het Palearctisch gebied voor, maar niet in Nederland en België. De soort kent één jaarlijkse generatie die vliegt van juni tot augustus. De vlinder vliegt op hoogtes van 300 tot 2000 meter boven zeeniveau.

## Waardplantenen
De waardplanten van Titania’s parelmoervlinder zijn adderwortel en viooltjes. De soort overwintert als rups.